# Panoquina
Panoquina es un género de mariposas de la familia Hesperiidae.

## Diversidad
Existen 17 especies reconocidas en el género, 15 de ellas tienen distribución neotropical. Al menos 7 especies se han reportado en la región Neártica

## Plantas hospederas
Las especies del género Panoquina se alimentan de plantas de las familias Poaceae, Cyperaceae, Arecaceae. Las plantas hospederas reportadas incluyen los géneros Distichlis, Saccharum, Hymenachne, Oryza, Panicum, Scirpus, Spartina, Cynodon, Sporobolus, Axonopus, Bambusa, Brachiaria, Eriochloa, Melinis, Sorghum, Brahea, Ischaemum, Paspalum, Rottboellia, Setaria, Urochloa.